# لجن‌زار
لجن‌زار (اسپانیایی: La isla mínima‎؛ ‏انگلیسی: Marshland)  فیلمی مهیج به کارگردانی آلبرتو رودریگس لیبررو است که در سال ۲۰۱۴ منتشر شد. از بازیگران آن می‌توان به رائول آره‌والو، خاویر گوتیه‌رس آلبارس، آنتونیو د لا توره، نِرِئا باروس، سالبا رئینا و خسوس کاروسا اشاره کرد. این فیلم توانست ۱۰ جایزه گویا، از جمله بهترین فیلم، بهترین کارگردان، بهترین فیلمنامه و بهترین بازیگر نقش اول را از آن خود کند. این فیلم همچنین برندهٔ جایزه بهترین فیلم اروپایی از نگاه تماشاگران در سال ۲۰۱۵ شده‌است.